# Scopula ordinata
Scopula ordinata là một loài bướm đêm trong họ Geometridae.